# Peter DiStefano

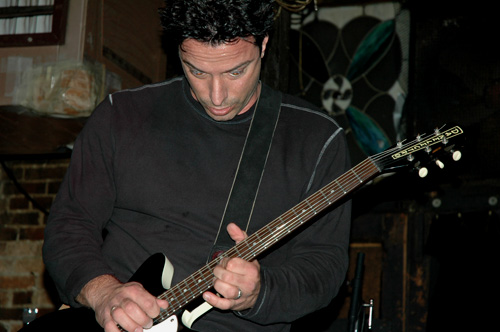
Peter DiStefano

Peter DiStefano – gitarzysta, członek rockowego zespołu Porno for Pyros, zespołu Perry’ego Farrella i perkusisty Stephena Perkinsa.
W 1997 roku artysta zawiesił działalność po tym jak Farrell skupił się na powrocie Jane’s Addiction oraz gdy wykryto u niego raka.
Trzy lata później, już wyleczony, wydał dwa solowe albumy, Words in Red and Solo at DiPiazza's wyprodukowane i wydane niezależnie. Trzeci, Gratitude, został wydany nakładem Sanctuary Records w 2004 roku tak jak następne Soul Trigger oraz Integrity.
DiStefano planuje wydanie trzech albumów w 2007 roku: Loyalty, E-Rok and Pete 2 nagrany wspólnie z muzykiem E-Rok oraz Venice Underground.

## Dyskografia
- Words in Red (2002)
- Solo at DiPiazza's (2003)
- Gratitude (2004)
- Soul Trigger (2005)
- Integrity (2006)
- Loyalty (2007)

E-Rok and Pete
- E-Rok and Pete (2006)
- E-Rok and Pete 2 (2007)